# Större märgborre
Större märgborren (Tomicus piniperda) är en skalbagge i familjen barkborrar. Den är en av två arter i släktet märgborrar som förekommer i Sverige och lever främst på tallar. Den andra är Mindre märgborre (Tomicus minor).
Större märgborren skadar tallskogen genom att borra sig in i årsskottens märg, vilket leder till att dessa faller av. Bortfallet av årsskott leder i sin tur till tillväxtnedsättning. Den större märgborren är en 3,5-4,5 mm lång skalbagge.
Den kläcker även under grövre bark på nyligen döda tallar, både liggande och stående.

## Externa länkar

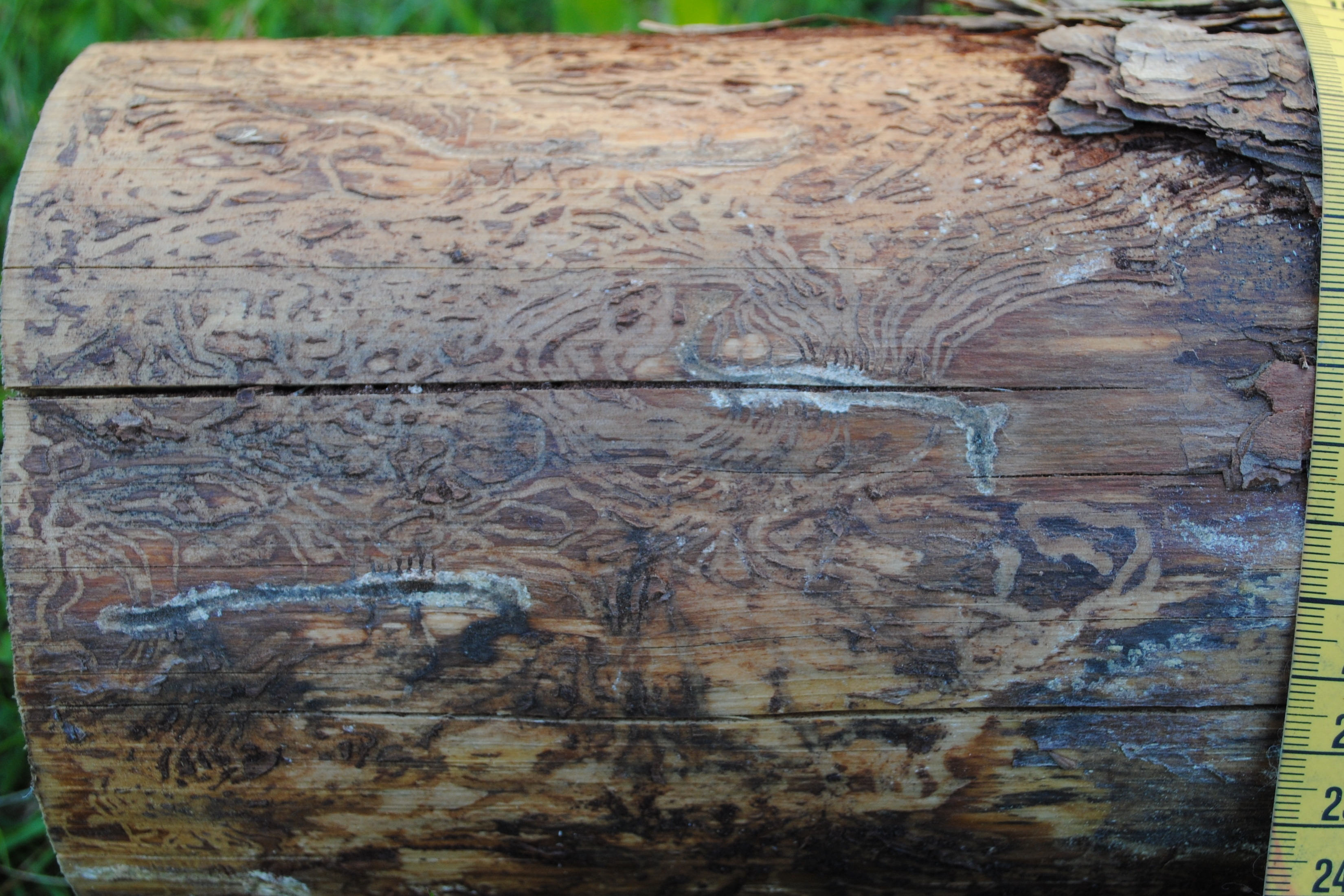
Spår efter Större märgborrens larver i tallved. Notera den med kåda kraftigt markerade modergången i vedens längsriktning
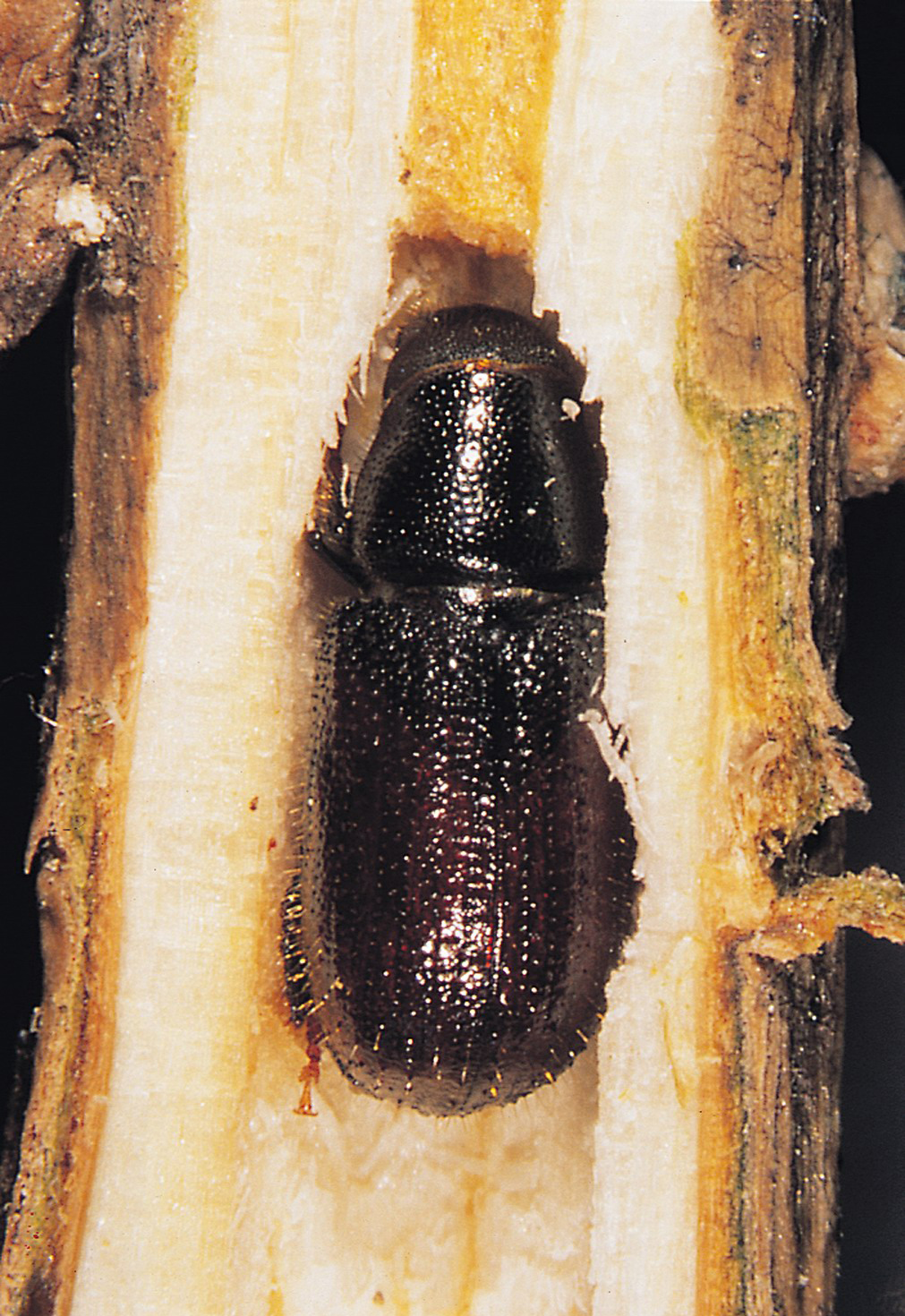
Större märgborre i märgen på ett tallskott.